# Penepalimpszeszt
A penepalimpszeszt a becsapódási kráterek egyik típusa.

## Leírása
A penepalimpszeszt a palimpszesztekhez hasonlóan kör alakú, általában 300 km-nél kisebb átmérőjű, nagy albedójú (világos) folt, ahol csak az eltérő albedó utal a kráterre, a domborzat már eltűnt.
Megjelenése a palimpszeszthez hasonlít. A fő különbség az, hogy törmelékes takaró és másodlagos kráterek is láthatók itt, melyek jól jelzik a becsapódásos eredetét. Számos gyűrű (törés vagy gerinc) övezi, melyek közül esetleg a legkülső gyűrű jelzi a sánc helyét. A Ganymedesen talált 7 képviselőjük kora a világos területekéhez közeli, fiatalabbak a palimpszeszteknél. Átmenetnek tekinthetők a normál kráterek és a palimpszesztek között. A kőzet-jég holdakon a megfigyelések alapján a legtöbb (fiatalabb, kisebb) kráternél ilyen kisimulásos relaxáció nem látszik (Schenk 1990).